# Karl zu Leiningen

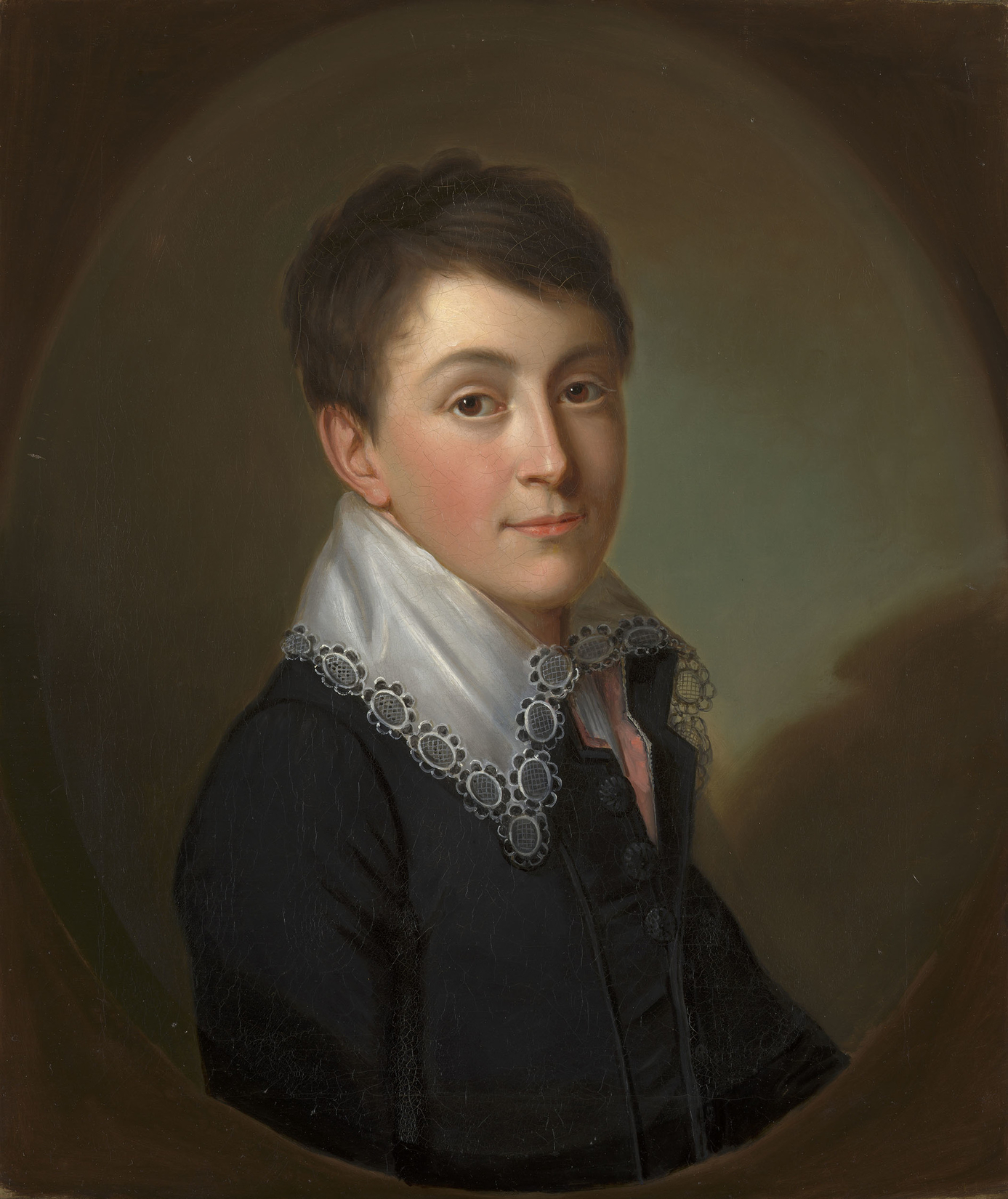
Karl 3. Fürst zu Leiningen, Ölgemälde von Johann Daniel Mottet (1818)

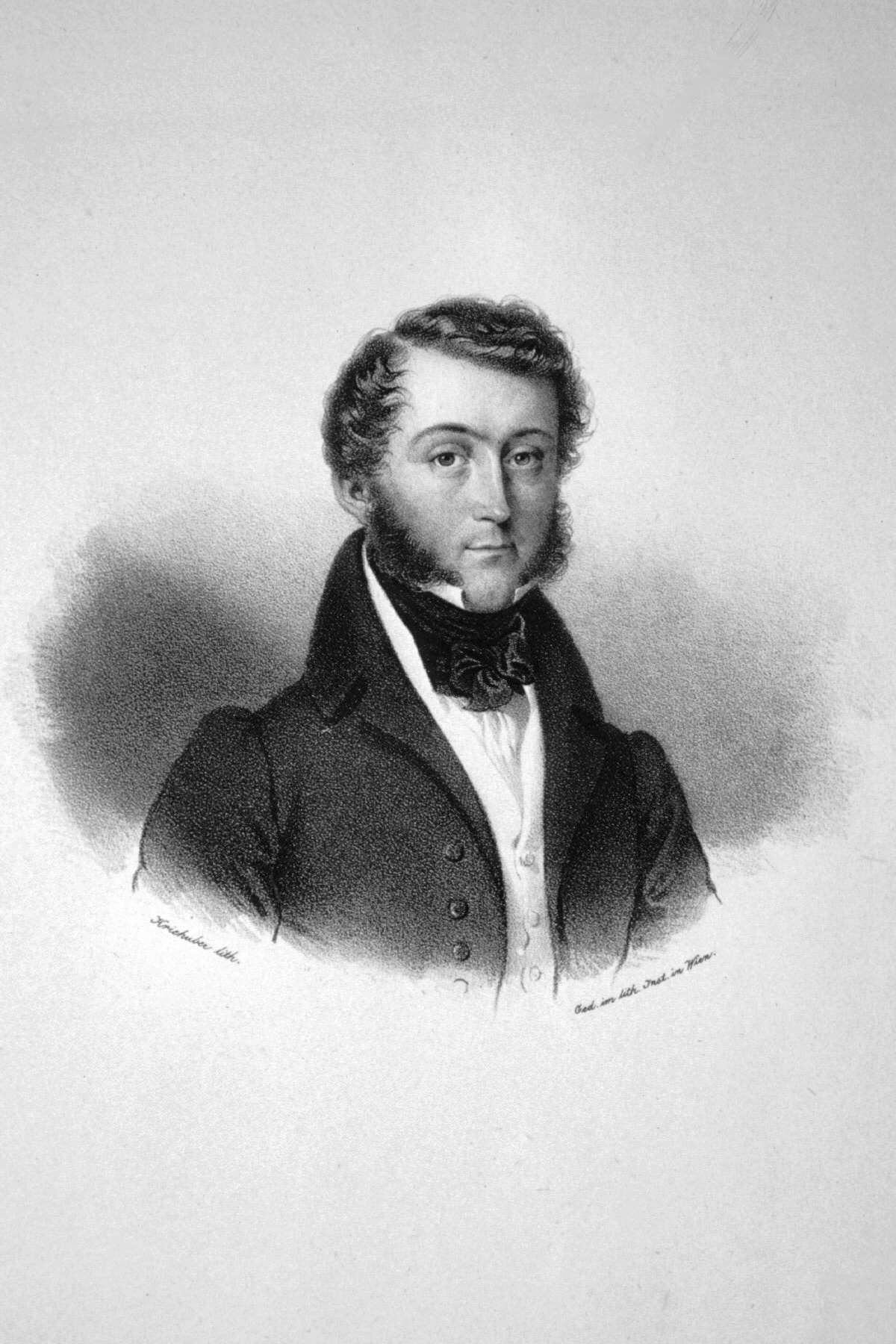
Karl 3. Fürst zu Leiningen, Lithographie von Josef Kriehuber (1835)

Karl Friedrich Wilhelm Emich Fürst zu Leiningen (* 12. September 1804 in Amorbach; † 13. November 1856 auf Schloss Waldleiningen bei Amorbach) war der dritte Fürst zu Leiningen und entstammte der Linie Leiningen-Dagsburg-Hartenburg. Er diente als bayerischer Generalleutnant und erster Vorsitzender des Mainzer Adelsvereins. Im Jahr 1848 war er der erste Ministerpräsident der deutschen Reichsregierung, die in der Revolution vom Reichsverweser eingesetzt worden war, und damit auch der erste Regierungschef eines deutschen Nationalstaats.

## Familie
Karl war der Sohn des Fürsten Emich Carl zu Leiningen (1763–1814), welcher Jagdschriftsteller und Autor von Theaterstücken war, und dessen zweiter Ehefrau Victoire von Sachsen-Coburg-Saalfeld (1786–1861).
Er war der Halbbruder der britischen Königin Victoria, denn nach dem Tod seines Vaters heiratete seine Mutter am 11. Juli 1818 in Kew Palace (Surrey, England) Eduard August, Herzog von Kent und Strathearn, einen jüngeren Sohn König Georgs III. von Großbritannien. Aus dieser zweiten Ehe entstammte als einziges Kind Alexandrina Victoria, die spätere Königin von Großbritannien und Irland, Kaiserin von Indien.
Karl heiratete am 13. Februar 1829 in Amorbach Maria Gräfin von Klebelsberg (* 27. März 1806 in Dirna bei Tábor, Böhmen; † 28. Oktober 1880 in Bonn), Tochter des Grafen Maximilian von Klebelsberg. Aus der Ehe gingen zwei Söhne hervor: 
1. Ernst Leopold Victor Carl August Joseph Emich (* 9. November 1830; † 5. April 1904)
2. Eduard Friedrich Maximilian Johann (* 5. Januar 1833; † 9. April 1914)

## Leben
Nach Privatunterricht auf dem Familienschloss besuchte Karl eine Privatschule in Bern. Seine verwitwete Mutter schrieb 1816: „Wir haben bei der Sorge um die standesgemäße Erziehung unserer Kinder auch ein vorzügliches Augenmerk auf die Kunsterziehung der selbigen gerichtet.“ Von 1821 bis 1823 studierte Karl Rechtswissenschaften an der Universität Göttingen bei Karl Friedrich Eichhorn. Während dieser Jahre verbrachte er seine Ferien in England bei der Mutter, die dort in zweiter Ehe mit dem Herzog von Kent verheiratet war, und seiner Halbschwester Victoria. Bei seiner Mutter und später am britischen Hof wurde sein Kunstinteresse durch dortige Künstler und Hofmaler geweckt und gefördert.
Während der Jahre 1823 bis 1842 beschränkte er sich überwiegend auf die Verwaltung des Fürstentums Leiningen und kümmerte sich unter anderem um den Bau seiner neuen Residenz Waldleiningen. Seit 1831 war er als erbliches Mitglied im Bayerischen Reichsrat vertreten, seit 1820 auch in der Ersten Kammer der Landstände des Großherzogtums Hessen und seit 1818 in der Ersten Kammer der Ständeversammlung des Großherzogtum Badens, wo er den Rang eines großherzoglichen Generalmajors bekleidete.
Am 20. April 1842 gehörte er zu den 21 Gründern des Mainzer Adelsvereins, der sich die Förderung der deutschen Auswanderung nach Texas (USA) zur Aufgabe machte. In der Gründungsversammlung wurde er zum Vorsitzenden gewählt, kümmerte sich allerdings nicht sonderlich aktiv um die Geschäfte des Adelsvereins. Als dieser in Schwierigkeiten geriet und schließlich 1844 in eine Aktiengesellschaft umgewandelt wurde, nahm Karl schon im Jahr 1843 das Amt des Präsidenten des bayerischen Reichsrats an. Diesen Posten hielt er bis 1848, zugleich im Rang eines bayerischen Generalleutnants à la suite der Kavallerie und Inhaber des 5. Chevaulegers-Regiments, und reiste regelmäßig zwischen Amorbach und München hin und her. Während dieser Zeit entstanden mehrere deutsche Siedlungen in Texas, eine davon am Nordufer des Llano Rivers (Llano County) erhielt 1847 ihm als Präsident des Mainzer Adelsvereins zu Ehren den Namen Leiningen.
Aufgrund seiner diversen Reformen als Präsident der bayerischen Reichsrätekammer und einiger politischer Schriften hatte Leiningen im Revolutionsjahr 1848 den Ruf eines liberalen Reformers und fortschrittlichen Freidenkers. Er hatte für die Einführung des Parlamentarismus und die Abschaffung der Privilegien des Adels plädiert. Daher berief ihn Reichsverweser Johann von Österreich am 6. August zum Reichsministerpräsidenten der Provisorischen Zentralgewalt. In der Frankfurter Nationalversammlung stützte ihn eine Mehrheit von linkem und rechtem Zentrum (Liberale).
Mit dem evangelischen Ministerpräsidenten und dem katholischen Reichsverweser war ein ausgeglichener Proporz geschaffen worden. Durch Karl zu Leiningens enge Beziehungen zum britischen Königshaus erhoffte man sich die Anerkennung der deutschen Zentralgewalt in Frankfurt durch Großbritannien sowie eine britische Vermittlung im Schleswig-Holstein-Konflikt.
Der preußische König Friedrich Wilhelm IV. schloss allerdings auf außenpolitischen Druck insbesondere Russlands ohne Rücksprache mit der Zentralgewalt den im Vertrag von Malmö fixierten Waffenstillstand mit Dänemark. Da die preußischen Truppen formal als Bundesheer agierten, brüskierte Preußen damit die Zentralgewalt und die Nationalversammlung. Die Frankfurter Nationalversammlung, bzw. eine spontane Mehrheit aus Rechten und Linken, lehnte den Vertrag empört ab. Da Leiningen ohne reale Machtposition gegenüber Preußen war und den Parlamentswillen somit unmöglich durchsetzen konnte, blieb ihm am 5. September 1848 nur der Rücktritt. Leiningen zog sich anschließend aus dem politischen Leben zurück in der Überzeugung, seine Bemühungen um die Vereinigung Deutschlands seien vergeblich gewesen. Sein Nachfolger als Ministerpräsident wurde Anton von Schmerling, der das Kabinett Schmerling bildete.
Im Februar 1851 trat er schließlich auch von seinem Amt als Vorsitzender des Adelsvereins zurück. Als sein Nachfolger wurde am 12. Mai 1851 Hermann Fürst zu Wied gewählt.
Am 13. November 1856 starb Karl zu Leiningen auf Schloss Waldleiningen nahe Amorbach an einem Herzschlag. Haupterbe war sein Sohn Ernst zu Leiningen.

## Belege und Anmerkungen
1. ↑  Haus Leiningen im Online Gotha von Paul Theroff
2. ↑  Oldenburgischer Staats-Kalender, Oldenburg 1845, S. 26.

| Personendaten    | Personendaten                                                                    |
| ---------------- | -------------------------------------------------------------------------------- |
| NAME             | Leiningen, Karl zu                                                               |
| ALTERNATIVNAMEN  | Leiningen, Karl Friedrich Wilhelm Emich Fürst zu                                 |
| KURZBESCHREIBUNG | Fürst zu Leiningen, erster Ministerpräsident der Frankfurter Nationalversammlung |
| GEBURTSDATUM     | 12. September 1804                                                               |
| GEBURTSORT       | Amorbach, Unterfranken, Bayern                                                   |
| STERBEDATUM      | 13. November 1856                                                                |
| STERBEORT        | Schloss Waldleiningen bei Amorbach, Unterfranken, Bayern                         |